# بیداد
آلبوم بیداد یکی از آثار مشترک پرویز مشکاتیان و محمدرضا شجریان است که در سال ۱۳۶۴ منتشر شد.
این آلبوم از دو بخش تشکیل شده که بخش اول در دستگاه همایون و با آهنگ‌سازی پرویز مشکاتیان و بخش دوم در همایون و شور و با نوازندگی تار توسط غلامحسین بیگجه‌خانی است، و محمدرضا شجریان خواننده هر دو بخش اثر می‌باشد.
اشعار این آلبوم از سروده‌های حافظ و سعدی هستند.

## شکل‌گیری و واکنش‌ها
آنچنانکه شجریان در کتاب راز مانا و نیز گفت‌وگوی خود با بی‌بی‌سی فارسی گفته‌است، این آلبوم به دلیل فضای سیاسی بعد از انقلاب اسلامی شکل گرفته‌است. بیداد گوشه‌ای است در دستگاه همایون که قابلیت تبدیل شدن به آوازی مستقل را هم دارد، شجریان روی شعری از حافظ که بیتی از آن اعتراض چند نماینده مجلس ایران را به دنبال داشت، به نوعی انتقاد و اعتراض خود به وضعیت موجود را بیان کرد. بیت چالش‌برانگیز این بود: «شهر یاران بود و یاد مهربانان این دیار مهربانی کی سرآمد شهر یاران را چه شد.» بازی حافظ با عبارت «شهریاران» به گونه‌ای‌است که در مصراع اولی به صورت ترکیب «شهرِ یاران» و در دومی به هر دو صورت «شهریاران» (پادشاهان) و «شهر یاران» خوانده می‌شود. شجریان به بی‌بی سی گفت او را برای یک شب بازداشت هم کرده‌اند.
خوشنویسی موجود در این اثر را نیز محمد رضا شجریان انجام داده‌است.

## نوازندگان
بخش نخست
- پرویز مشکاتیان: سنتور
- محمدرضا لطفی: تار
- ناصر فرهنگ فر: تمبک
- ارسلان کامکار: بربط
- اردشیر کامکار: کمانچه
- جمشید عندلیبی: نی
- زیدالله طلوعی: تار
- فرخ مظهری: بم‌تار
- تکنواز آواز: پرویز مشکاتیان

بخش دوم
- غلامحسین بیگجه‌خانی: تار
- جمشید محبی: تمبک
- تکنواز آواز: غلامحسین بیگجه‌خانی

## قطعات
بخش نخست
- مقدمه، ساخته پرویز مشکاتیان
- ساز و آواز بیداد، غزل حافظ با همراهی سنتور (بیداد، بیات راجه، عشاق، قرچه، فرود بیداد به شوشتری، جمله دوم شوشتری)
- قطعهٔ سوز و گداز، ساخته پرویز مشکاتیان
- ادامهٔ ساز و آواز، ادامهٔ غزل حافظ با همراهی سنتور (ادامه جمله شوشتری، فرود به همایون)
- تصنیف «یاد باد»، از غزلیات حافظ، ساخته پرویز مشکاتیان

بخش دوم
- پیش‌درآمد همایون
- چهار مضراب همایون
- ساز و آواز همایون، غزل حافظ با همراهی تار (درآمد همایون، جمله دوم همایون، سه‌گاه و جمله اول همایون، چکاوک، جمله دوم چکاوک، بیداد)
- چهار مضراب بیداد
- ادامه ساز و آواز، غزل حافظ با همراهی تار (بیداد، بیات راجه، عشاق)
- چهار مضراب عشاق
- ادامه ساز و آواز (عشاق و قرچه، رضوی، حجاز، جامه‌دران، کردبیات، جمله دوم کردبیات، ابوعطا و فرود به عشاق، فرود به همایون، شوشتری، فرود به همایون)
- تصنیف «هلاک من» در دستگاه همایون

## اشعار

### یاری اندر کس نمی‌بینیم یاران را چه شد
آواز همایون، شعر از حافظ.

(جمله اول بیداد)

یاری اندر کس نمی‌بینیم یاران را چه شد
یاران را چه شد

یاری اندر کس نمی‌بینیم یاران را چه شد
دوستی کی آخر آمد دوستداران را چه شد

(جمله دوم بیدادو اشاره به جامه دران)
آب حیوان تیره‌گون شد

آب حیوان تیره‌گون شد خضر فرخ‌پی کجاست
کجاست
خون چکید از شاخ گل ابر بهاران را چه شد

(بیات راجع)

کس نمی‌گوید که یاری داشت حق دوستی

کس نمی‌گوید که یاری داشت حق دوستی
حق شناسان را چه حال افتاد یاران را چه شد

(عشاق)

لعلی از کان مروت بر نیامد سالهاست

لعلی از کان مروت بر نیامد سالهاست
تابش خورشید و سعی باد و باران را چه شد
چه شد
چه شد

(عشاق+قرچه)

شهر یاران بود و خاک مهربانان این دیار
مهربانی کی سرآمد شهریاران را چه شد
مهربانی کی سرآمد شهریاران را چه شد

(جمله دوم عشاق+فرود به بیداد+شوشتری)

صد هزاران گل شکفت و

صد هزاران گل شکفت و بانگ مرغی برنخاست
برنخاست
عندلیبان را چه پیش آمد هزاران را چه شد
چه شد
چه شد
عندلیبان را چه پیش آمد
عندلیبان را چه پیش آمد هزاران را چه شد
عندلیبان را چه پیش آمد هزاران را چه شد
هزاران را چه شد

(شوشتری)

گوی توفیق و کرامت در میان افکنده‌اند
کس به میدان در نمی‌آید
نمی‌آید
نمی‌آید
سواران را چه شد
کس به میدان در نمی‌آید سواران را چه شد
سواران را چه شد

(قطعه سوز و گداز)

(جمله دوم شوشتری)

زهره‌سازی خوش نمی‌سازد
خوش نمی‌سازد
مگر عودش بسوخت
کس ندارد ذوق مستی
ذوق مستی میگساران را چه شد
کس ندارد ذوق مستی
کس ندارد ذوق مستی میگساران را چه شد

(شوشتری+فرود به همایون)

حافظ اسرار الهی کس نمی‌داند خموش

حافظ

حافظ اسرار الهی کس نمی‌داند
کس نمی‌داند خموش
خموش
از که می‌پرسی
از که می‌پرسی که دور روزگاران را چه شد
از که می‌پرسی که دور روزگاران را چه شد

### باغبان گر پنج روزی صحبت گل بایدش
آواز همایون، گزیدهٔ دو غزل از حافظ.

(جملهٔ اول درآمد همایون)

باغبان گر پنج روزی صحبت گل بایدش

باغبان گر پنج روزی صحبت گل بایدش
بر جفای خار هجران
بر جفای خار هجران صبر بلبل بایدش

(جمله دوم درآمد همایون)

ای دل ای دل

ای دل اندر بند زلفش از پریشانی منال
منال

ای دل اندر بند زلفش از پریشانی منال
مرغ زیرک چون به دام افتد تحمل بایدش
ای دل اندر بند زلفش از پریشانی منال
مرغ زیرک چون به دام افتد تحمل بایدش
مرغ زیرک چون به دام افتد تحمل بایدش

(جملهٔ اول چکاوک)

رند عالم سوز را با مصلحت بینی چه کار

رند عالم سوز را با مصلحت بینی چه کار
کار ملک است آنچه تدبیر و تأمل بایدش

(جملهٔ دوم چکاوک)

تکیه بر تقوا و دانش در طریقت کافری است

تکیه بر تقوا و دانش در طریقت کافری است
راهرو گر صد هنر دارد توکل بایدش

(نی داوود و بیداد)

با چنین زلف و رخش بادا نظربازی حرام

با چنین زلف و رخش بادا نظربازی حرام
هر که روی یاسمین و جعد سنبل بایدش

(بیات راجع)

نازها زان نرگس مستانه‌اش باید کشید

نازها زان نرگس مستانه‌اش باید کشید
این دل شوریده تا آن جعد و کاکل بایدش

(عشاق)

ساقیا ساقیا

ساقیا در گردش ساغر تعلل تا به چند
تا به چند
دور چون با عاشقان افتد تسلسل بایدش
تسلسل بایدش

(عشاق + فرود به قرچه)

کیست حافظ

کیست حافظ تا ننوشد باده بی آواز رود
عاشق مسکین چرا چندین تجمل بایدش

### دلم رمیده شد و غافلم من درویش
(قرچه)

دلم رمیده شد و غافلم من درویش
که آن شکاری سرگشته را چه آمد پیش

(قرچه)

چو بید بر سر ایمان خویش می‌لرزم
که دل به دست کمان ابروییست کافر کیش

(رضوی)

چو بید بر سر ایمان خویش می‌لرزم
که دل به دست کمان ابروییست کافر کیش

(حجاز)

خیال حوصله بحر می‌پزد هیهات

خیال حوصله بحر می‌پزد هیهات
چه‌هاست در سر این قطره محال اندیش

(جامه‌دران)

بنازم آن مژهٔ شوخ عافیت کش را
که موج می‌زندش آب نوش بر سر نیش

(جمله اول بیات کرد)

ز آستین طبیبان هزار خون بچکد
گَرَم به تجربه دستی نهند بر دل ریش

(حزین و جمله دوم بیات کرد)

به کوی میکده گریان و سرفکنده روم

به کوی میکده گریان و سرفکنده روم
چرا که شرم همی‌آیدم ز حاصل خویش

(سیخی و فرود به عشاق)

نه عمر خضر بماند نه ملک اسکندر

نه عمر خضر بماند نه ملک اسکندر
نزاع بر سر دنیی دون مکن درویش

(شوشتری + فرود به همایون)

بدان کمر نرسد دست هر گدا حافظ

بدان کمر نرسد دست هر گدا حافظ
خزانه‌ای به کف‌آور ز گنج قارون بیش

### سایر اشعار
| روز وصل دوستداران یاد باد     |  | یاد باد آن روزگاران یاد باد   |
| کامم از تلخی غم چون زهر گشت   |  | بانگ نوش شادخواران یاد باد    |
| گر چه یاران فارغند از یاد من  |  | از من ایشان را هزاران یاد باد |
| مبتلا گشتم در این بند و بلا   |  | کوشش آن حق‌گزاران یاد باد      |
| گر چه صد رود است از چشمم روان |  | زنده‌رود باغ‌کاران یاد باد      |

حافظ شیرازی (قرن ۸)
| آنکه هلاک من همی خواهد و من سلامتش   |  | هر چه کند به شاهدی کس نکند ملامتش |
| باغ تفرج است و بس، میوه نمی‌دهد به کس |  | جز به نظر نمی‌رسد سیب درخت قامتش   |
| کاش که در قیامتش بار دگر بدیدمی      |  | کانچه گناه او بُوَد من بکشم غرامتش  |

سعدی شیرازی (قرن ۷)